# 有吉探検隊
『有吉探検隊』（ありよしたんけんたい）とは、テレビ朝日の深夜枠で不定期に放送されているバラエティ特別番組。有吉弘行の冠番組。

## 概要
女子生徒や女性社員が大多数を占める「男子禁制」の場所に、有吉弘行を隊長とした探検隊メンバーが潜入し、その実態を調査する。　全３回放送。
「男子禁制の場所に潜入する」というコンセントをそのままに、『潜入有吉（2019年8月14日放送）』にリニューアルされた。

## 出演者
MC
- 有吉弘行

進行
- 大西洋平（テレビ朝日アナウンサー）- 第1回・第3回
- 吉野真治（テレビ朝日アナウンサー）- 第2回

ナレーター　
- 高木珠里

## 放送回
| 放送回 | 放送日         | 探検場所                       | ゲスト隊員                                     |
| ------ | -------------- | ------------------------------ | ---------------------------------------------- |
| 1      | 2017年8月17日  | 新宿鍼灸柔整歯科衛生専門学校   | 澤部佑（ハライチ）、ノブ（千鳥）               |
| 1      | 2017年8月17日  | ピーチ・ジョン 東京本社        | 中岡創一（ロッチ）、吉村崇（平成ノブシコブシ） |
| 2      | 2017年12月27日 | ミス・パリ・ビューティ専門学校 | 小峠英二（バイきんぐ）、小宮浩信（三四郎）     |
| 2      | 2017年12月27日 | 多摩美術大学 八王子キャンパス  | 狩野英孝、小峠英二（バイきんぐ）               |
| 3      | 2018年3月21日  | ポールダンススタジオpolish     | ノブ（千鳥）、中岡創一（ロッチ）               |
| 3      | 2018年3月21日  | 日本保育サービス               | ノブ（千鳥）、小宮浩信（三四郎）               |

## スタッフ
第2回（2017年12月27日放送分）
- 構成：そーたに、樅野太紀、谷口マサヒト、福田卓也
- 技術：TSP
- 美術：井磧伸介
- 美術進行：野口香織
- 音効：加藤つよし
- 編集：川尻一弘
- MA：斉藤亮
- CG：南治樹
- イラスト：スズキユミコ
- 編成：瀧川恵、高崎壮太
- 宣伝：高橋夏子
- TK：吉条雅美
- 協力：太田プロダクション
- AP：島田源太郎、鹿島望
- ディレクター：町田洋昌、高田直、中村いずみ
- チーフディレクター：小松隼人
- プロデューサー：金井大介
- ゼネラルプロデューサー：藤井智久
- 制作著作：テレビ朝日

### 過去のスタッフ
- 技術：池田屋（第1回）
- AP：田村裕行（第1回）
- ディレクター：青木達生、東隆志（2人共第1回）